# Fanny Kiekeboe

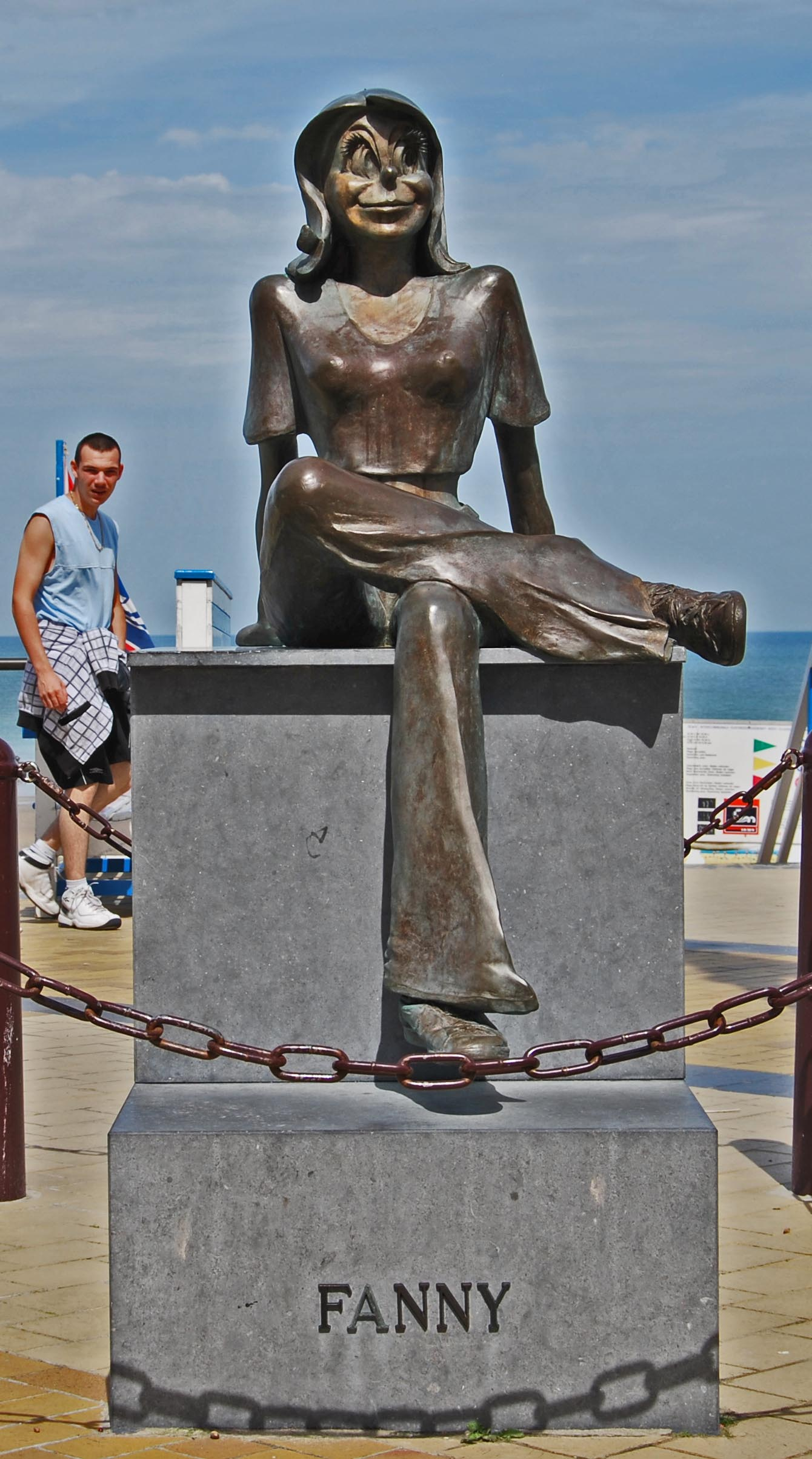
'Fanny'-standbeeld op de Zeedijk in Middelkerke

Fanny Kiekeboe is een personage uit de stripserie De Kiekeboes. Ze is de tienerdochter van hoofdfiguur Marcel Kiekeboe. Ze debuteerde net als de overige hoofdpersonages in het album De Wollebollen (1977). Ze is veruit het populairste personage uit de reeks en in buitenlandse uitgaven, zoals Nederland en Frankrijk, wordt zij als het hoofdpersonage opgevoerd. De reeks heet daar dan ook Fanny en co. Ze is jarig op 15 februari.
In 2017 kreeg De Kiekeboes een spin-off met Fanny in de hoofdrol. Deze stripreeks heet Fanny K.. Er verschenen in 2017 en 2018 in totaal drie albums. Deze werden getekend door Jean-Marc Krings op scenario van Toni Coppers.

## Personage

### De Kiekeboes
Fanny is de jongvolwassen dochter van Marcel Kiekeboe en Charlotte Kiekeboe. Haar 10-jarige broertje heet Konstantinopel Kiekeboe. In de beginjaren was ze nog maar 16 jaar (quote van Marcel Kiekeboe: “... en daar moet je dat kind dan 16 jaar voor hebben opgevoed!”). Ze mag inmiddels met de auto rijden, dus ze moet het verstrijken van de albums twee jaar ouder zijn geworden. In een van de korte verhalen uit het album Klavertje vier (Operatie griezel) zien we op een foto hoe ze er als jong kind uitzag. Ook in Lang zullen ze leven krijgen we te zien hoe ze er 10 jaar geleden uitzag.
De beste vriendin van Fanny is Alanis. Ze steunen elkaar door dik en dun, alhoewel er soms wel jaloezie ontstaat wanneer ze bijvoorbeeld dezelfde jongen willen veroveren. Een andere vriendin is Tomboy, die nog maar recent in de albums is opgedoken. Ze hebben elkaar leren kennen tijdens het uitgaan. Vroeger had ze ook nog een vriendin die Madelon heet (Bing Bong, Klavertje vier), maar dit personage kwam later niet meer in de reeks voor.
Ze gaat niet meer naar school maar heeft regelmatig allerhande baantjes. Zoals in album Het Zipan-project waar ze bij een wasstraat werkt. Of ze helpt haar moeder bij het uitbaten van een ijssalon, zie (Drie bollen met slagroom), of kinderopvang, zie (Joyo de eerste).
Fanny heeft ook haar eigen talkshow in een apart stripalbum, namelijk Bij Fanny op schoot. In dit stripalbum komen diverse stripfiguren voor zoals Urbanus, Nero, Suske en Wiske, Natasja en andere.

### De nieuwe avonturen van de Kiekeboes
Vanaf 2024 is Fanny in de nieuwe reeks een 21-jarige journaliste die in de stad woont en die voor haar blog Fanny’s Factcheck onderzoek doet naar maatschappelijk relevante onderwerpen.

## Karakter
Fanny is een eigenwijs en zelfbewust meisje dat niet op haar mondje is gevallen. Ze heeft in de albums af en toe meningsverschillen met haar vader, maar over het algemeen houdt ze toch van haar familie.
Ze is ook sterk sociaal geëngageerd. In Tegen de sterren op heeft ze een tijdje een relatie met de hippie Wortel, maar ze laat hem vallen als blijkt dat hij als vegetariër ooit steak heeft gegeten. In De bende van Moemoe zet ze zich in tegen bont. In Het Stokvis-incident tegen laboratoriumproeven op dieren. In King Sacha is zij de enige die zich vierkant blijft verzetten tegen het bewind van dictator King Sacha, terwijl de rest zwicht voor de luxe die hen wordt aangeboden.
Fanny is ook moedig. Ze gaat vaak op eigen houtje ergens spioneren of gevaarlijke opdrachten oplossen. Toch heeft ze ook haar zwakheden. Ze wordt geregeld verliefd op foute mannen (Kiekeboeket, De wraak van Dédé, De hoofdzaak,...) en kan slecht koken (De een zijn dood, Prettige feestdagen)

## Erotiek
Fanny wordt door velen gezien als een erg knappe vrouw. In De wereld volgens Kiekeboe wordt haar kapsel in de toekomst zelfs een schoonheidsideaal. Ze werkte als actrice in Fanny Girl, als model op reclame-affiches (Jeanne Darm), als fotomodel (Gedonder om de bliksem),...
Haar (half)naakte uiterlijk wordt in de stripreeks geregeld getoond. In (De pili-pili pillen) slaat ze samen met haar vriendje op de vlucht voor Balthazar en gaat ze naakt een nudistenkamp binnen. In Kiekeboeket zien we haar twee maal met ontblote borsten op het strand. Ze voert een stripteaseact uit in Prettige feestdagen, In Villa Delfia is ze op twee pagina's te zien met een nat T-shirt waardoor haar borsten te zien zijn. Ze poseert naakt voor een magazine in Fanny Girl en het kortverhaal De naakte waarheid in Een kwestie van Tai-Ming. In Bij Fanny op schoot schenkt ze de gasten van haar talkshow letterlijk een borstbeeld van zichzelf. In het album De S van pion voert ze ook een stripteaseact uit als afleidingsmanoeuvre.

## Vriendjes
Gedurende tientallen albums had Fanny ieder album een nieuw vriendje. De beste vriend van Fanny is Jens. Hij is de enige die het langer dan één album uithield, om precies te zijn acht albums lang: van het album Verkeerd verbonden tot en met album Tiznoland.
Stripheld Urbanus werd stapelverliefd op Fanny toen hij een foto van de mooie Fanny zag, tot grote ergernis van Fanny zelf. 'Zie album Kiekebanus). Dit kwam in het album Bij Fanny op schoot nog een keer aan bod.
Omdat Fanny dikwijls kieskeurig is betreffende haar vriendjes, laat ze in het Kiekeboe-album Album 26 haar nieuwe vriendje door een andere tekenaar ontwerpen (Hec Leemans). Ze toont een foto van Lodewijk Bakelandt. In de herdruk van dit album is de foto vervangen door Tarzan.

### Chronologische lijst met Fanny's vriendjes
In deze lijst worden geen personen meegerekend waarbij Fanny deed alsof ze op hen verliefd was, zoals dictator SStoeffer in Het plan SStoeffer of mannen die haar liefde niet beantwoordden, zoals Sid Kom (Het geslacht Kinkel)
- Moïse Mombakka (De dorpstiran van Boeloe Boeloe)
- Wortel (Tegen de sterren op)
- Herman Gaaikevliet (Kiekeboe in Carré)
- Ferre (De Haar-Tisten)
- Bert (Spoken in huis)
- Hector Leepmans (Kies Kiekeboe)
- Frans Brood (De pili-pili pillen)
- Gerd Leiwater (De snor van Kiekeboe)
- Pros Spectus (Album 26)
- Don Juan Casanova De Sade (Het lot van Charlotte)
- Stan Punt (De zaak Luc Raak)
- Fons (Kiekeboeket)
- Mikal Hikkel (Het witte bloed)
- Pascal (Villa Delfia)
- Aart Appel (De bende van Moemoe)
- Kor Aal (De Medusa-stichting)
- Kris Kras (eigenlijk Sam Auvar) (De wraak van Dédé)
- Danny Zerkoffi (Schiet niet op de pianist)
- Ron (Haaiman (al vond dit album officieel gezien nooit plaats))
- Tom Pax (Het gat in de kaas) (al zijn ze nooit officieel samen))
- Ken (De zes sterren)
- Romeo Fiasco (De hoofdzaak)
- Urbanus (Kiekebanus (in een alternatief einde voor dit album))
- Stoffel (De babyvampier)
- Mario Lijn (Blond en BlauW)
- Leonardo Di Capriccio (De Aqua-rel)
- Jens (De Kiekeboes tot Tiznoland)

## Standbeeld
In 2006 werd er in Middelkerke een standbeeld van Fanny gemaakt. Ze is te vinden op de zeedijk ter hoogte van de Johannastraat, samen met een aantal andere stripfiguren (zie Stripstandbeelden Middelkerke).

## Culturele referenties
- In Urbanusstrip 44 -Een knap zwartje is ook niet mis merken we op strook 43 dat Urbanus een onbekend Kiekeboe-album leest met als titel, 'Fanny zit vol'.
- In Urbanusalbum 75 - De Worstenwurger is op strook 47 een opblaaspop te zien die op Fanny lijkt, er hangt zelfs een kaartje aan met de tekst 'Dirty Fanny!'. De opblaaspop keert terug in het speciale album Bij Fanny op Schoot.
- In En daarmee Basta!-album 9 - In goede en kwade dagen is Fanny aanwezig op het huwelijksfeest van Bert en Patsy.
- In het album De kop van Kiekeboe uit de stripreeks Jump krijgt Fanny een belangrijke glansrol.
- Op 23 oktober 2007 stond Fanny samen met Véronique Leysen (die haar vertolkte in het theaterstuk Baas boven baas) op de cover van P-Magazine